# W Polach
W Polach – część wsi Suchy Grunt w Polsce, położona w województwie małopolskim, w powiecie dąbrowskim, w gminie Szczucin.
W latach 1975–1998 W Polach położone było w województwie tarnowskim.